# Chersodromus liebmanni
Chersodromus liebmanni — вид змій родини полозових (Colubridae). Ендемік Мексики. Вид названий на честь данського ботаніка Фредеріка Мікаеля Лібмана.

## Поширення і екологія
Chersodromus liebmanni відомі з кількох місцевостей, розташованих в горах Сьєрра-Мадре-де-Оахака в штатах Веракрус і Оахака. Вони живуть у вологих гірських тропічних лісах і сосново-дубових лісах, серед повалених дерев і каміння, іноді трапляються на плантаціях. Зустрічаються на висоті від 1000 до 1800 м над рівнем моря. Відкладають яйця.